# Compsognathidae
Compsognathidae este o familie de dinozauri teropod coelurosaurieni.  Erau carnovore mici care au trăit din Jurasic în Cretacic, acum aproximativ 151-108 milioane de ani în urmă, în ceea ce este acum Europa, Asia, Brazilia și probabil Argentina. Trăsăturile asemănătoare păsărilor ale acestei specii, împreună cu alți dinozauri precum Archaeopteryx au inspirat ideea legăturii dintre reptilele dinozaur și speciile aviare moderne. Fosilele compsognathid păstrează amprente ale pielii pentru patru genuri plasate frecvent în grup: Compsognathus, Sinosauropteryx, Sinocalliopteryx și Juravenator. În timp ce ultimele trei arată dovezi că erau acoperite cu pene primitive pe o mare parte a corpului, Juravenator și Compsognathus arată și dovezi de solzi pe coadă sau picioarele posterioare.